# Estret de Kertx
L'estret de Kertx, antigament anomenat Bòsfor Cimmeri, connecta la mar Negre amb la mar d'Azov i separa les penínsules de Crimea (Ucraïna, ocupada per Rússia) a l'oest, i de Taman (Rússia) a l'est. Té una amplada d'entre 4,5 i 15 km i 18 metres de profunditat. El port més important n'és a la ciutat de Kertx, a Crimea.
Al centre de l'estret, hi ha l'illa de Tuzla que pertany a la ciutat de Kertx. El 2003 tenia uns quaranta habitants. Cap Fonar, a l'estret és el punt més oriental de la península de Crimea. Des de mitjan segle xix, l'estret poc pregon esdevenia un obstacle a la navegació. S'hi va excavar un canal a peatge de 24,3 km que accepta vaixells amb un calat fins a vuit metres de calat.
Després de l'ocupació il·legal per Rússia el 2014, s'hi va construir un pont de dinou quilòmetres. Abans, només un transbordador connectava el port Krym (ucraïnès: Порт Крим), a la ciutat de Kertx, amb el Port de Caucas (rus i ucraïnès: Порт Кавказ), un petit port situat sobre una cordó litoral, la punta de Txuixka, a la península de Taman i al raion de Temriuk al krai de Krasnodar.

## Història

### Període grec

Colònies gregues al nord de la mar Negra.

A l'antiguitat, l'estret de Kertx fou conegut com el Bòsfor Cimmeri (en grec antic: Βόσπορος Κιμμέριος, Bòsporos Kimmèrios), en referència als cimmeris, un poble nòmada. Els pobles cimmeris poblaven la regió entre la Tàurida (Crimea) i el riu Tiras (Dnièster). Els grecs s'hi van establir a la costa des del segle vii aC. Panticapèon (també esmentada com a Bosforos) era a l'oest de l'estret. Una altra colònia important era Teodòsia (també colònia milèsia). Entre ambdues, de nord a sud, hi havia Dia (potser Fasis), Nimfèon (en romanen unes ruïnes), Acra, Citea i Cazeca. Al nord de Panticapèon hi havia Mirmècion i Partènion, i les ciutats dels cimmeris eren Cerbèrion, després anomenada Cimmèricon (possiblement de nom original Temruk), Patreu, Cepis i Fanagòria (Taman). D'aquestes colònies i poblacions hel·lenitzades en va sorgir el regne del Bòsfor Cimmeri, que va durar del segle v aC al segle iv dC.

### Seglexviii
El 8 de juliol de 1790 hi va tenir lloc una batalla entre l'armada russa conduïda per l'almiral Fiódor Fiódorovitx Uixakov (1745-1817), i l'otomana, que se saldà amb una victòria russa.

### Seglexx
Durant la Segona Guerra Mundial va ser l'escenari de la batalla de la Península de Kertx per una coalició de l'exèrcit romanès amb les forces nazis alemanys contra Rússia.

### Seglexxi
El 2003 Ucraïna i Rússia van concloure un acord sobre l'estret. Els problemes havien començat quant Rússia havia començat a construir una carretera cap a l'Illa de Tuzla que des de 1925 pertany a Ucraïna. Des d'aleshores van considerar el Mar d'Azov i l'estret com a aigües internes d'ambdós països que havien de decidir junts sobre l'ús. Com sovint, Rússia no va gaire respectar l'acord.
El 2014 Rússia va ocupar la península de Crimea i des d'aleshores hi va controlar tot el trànsit marítim dels ports ucraïnesos de la Mar d'Azov cap al mediterrani. Hi ha hagut vàries incidents i ja al 2018 Rússia hi va atacar i capturar tres vaixells ucraïnesos. Aleshores al 2018 Ucraïna ja temia una ofensiva contra Mariúpol, el que finalment es va realitzar durant l'Invasió russa d'Ucraïna del 2022.
El 2018, Vladímir Putin hi va estrenar el Pont de Crimea, que li donava a Rússia una connexió terrestre entre Rússia i la península ocupada il·legalment. El 23 de desembre de 2019 s'hi va estrenar també el ferrocarril.
Al matí del 8 d'octubre de 2022 a les 02:07 (UTC), es va produir una explosió a la part de la carretera del pont de Crimea, que va causar danys importants. Set vagons de combustible d'un tren de ferrocarril que just hi passava també es van encendre, provocant un gran incendi al pont del ferrocarril paral·lel, i dues mitges seccions del pont de la carretera es van esfondrar. Les reparacions es van preveure que durarien fins al juliol de 2023.
La matinada del 17 de juliol de 2023 hi va haver una nova explosió al pont de Crimea, que aquest cop va afectar només el pont viari. Rússia va acusar Ucraïna de l'atac, definint-ho com a acte de terrorisme, mentre que Ucraïna va negar qualsevol implicació i va acusar Rússia d'un atac de falsa bandera, tant per mirar de fer veure que no només Rússia atacava infraestructures civils, com perquè suposadament li donava arguments per no renovar l'acord de grans de la Mar Negra que vencia aquella dia i no va renovar d'entrada.

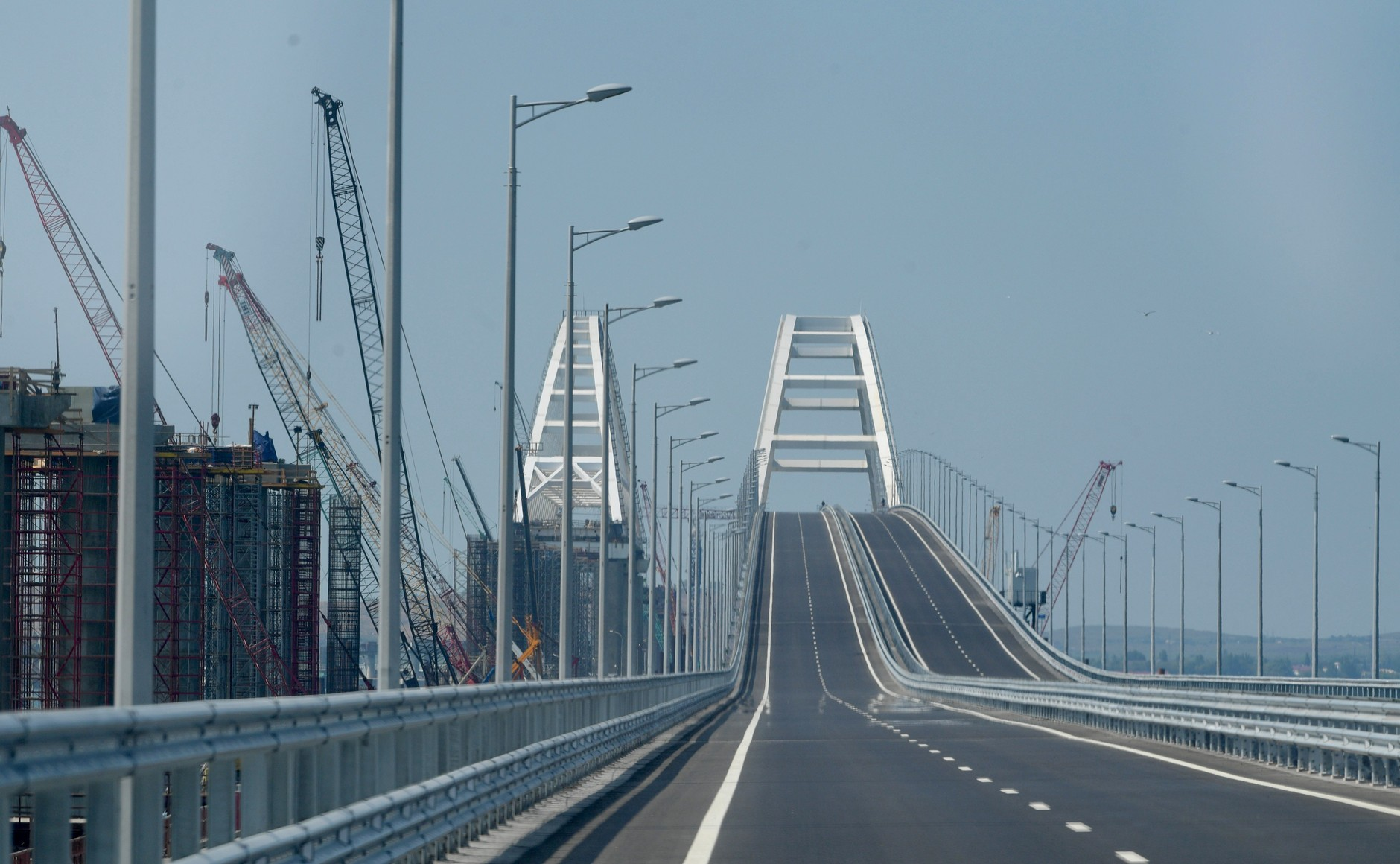
Pont de l'estret de Kertx (2018)

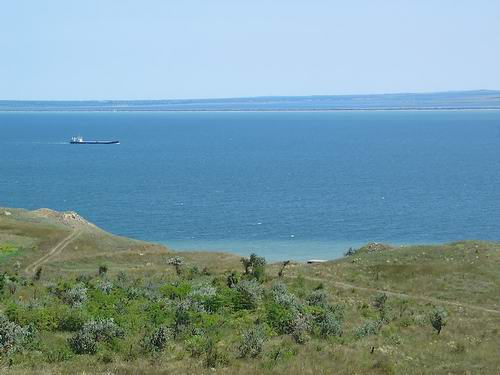
L'estret de Kertx vist des de Crimea
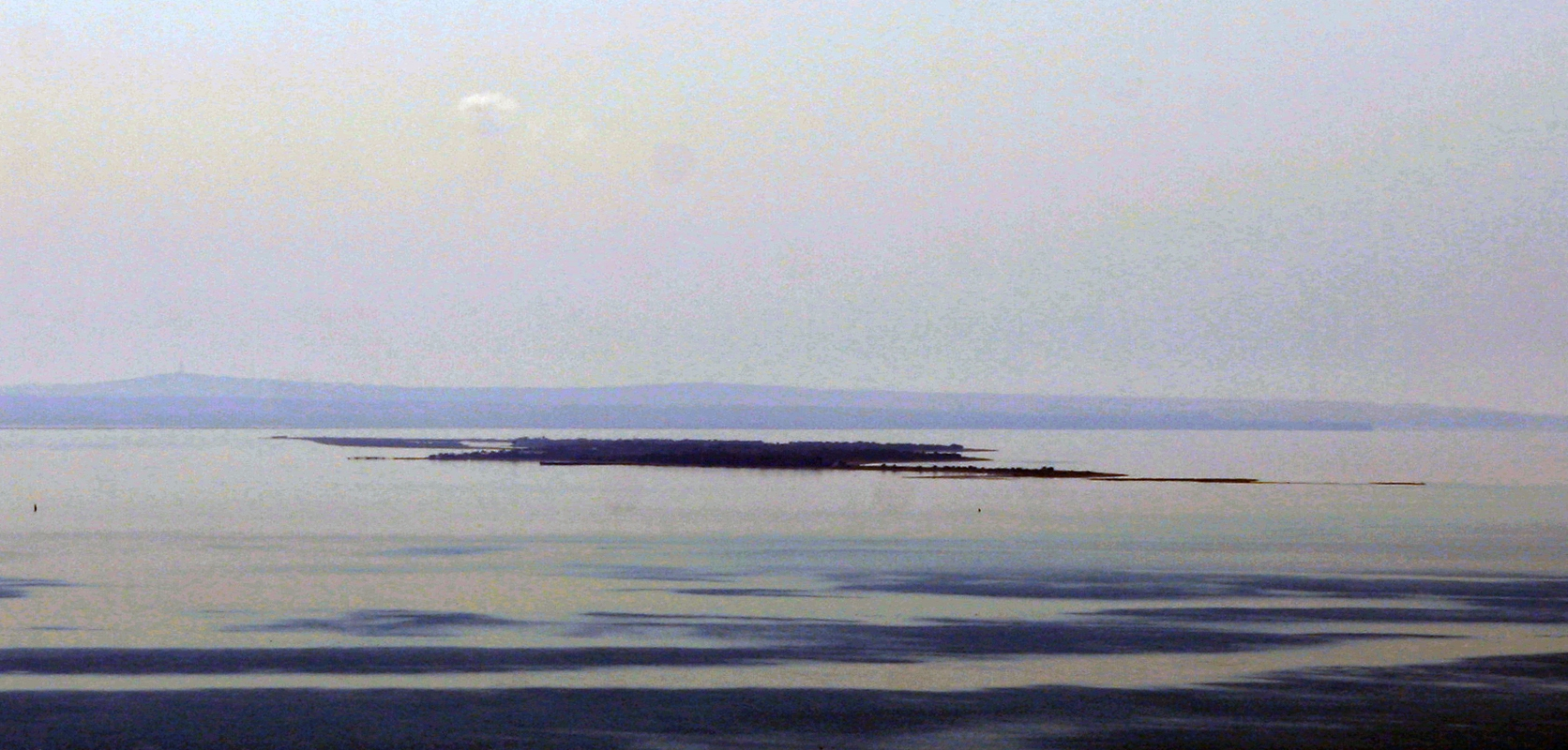
L'illa de Tuzla darrere unes muscleres, vista des del mont Mitridat, a Kertx